# Arthur Weiss (Drehbuchautor)

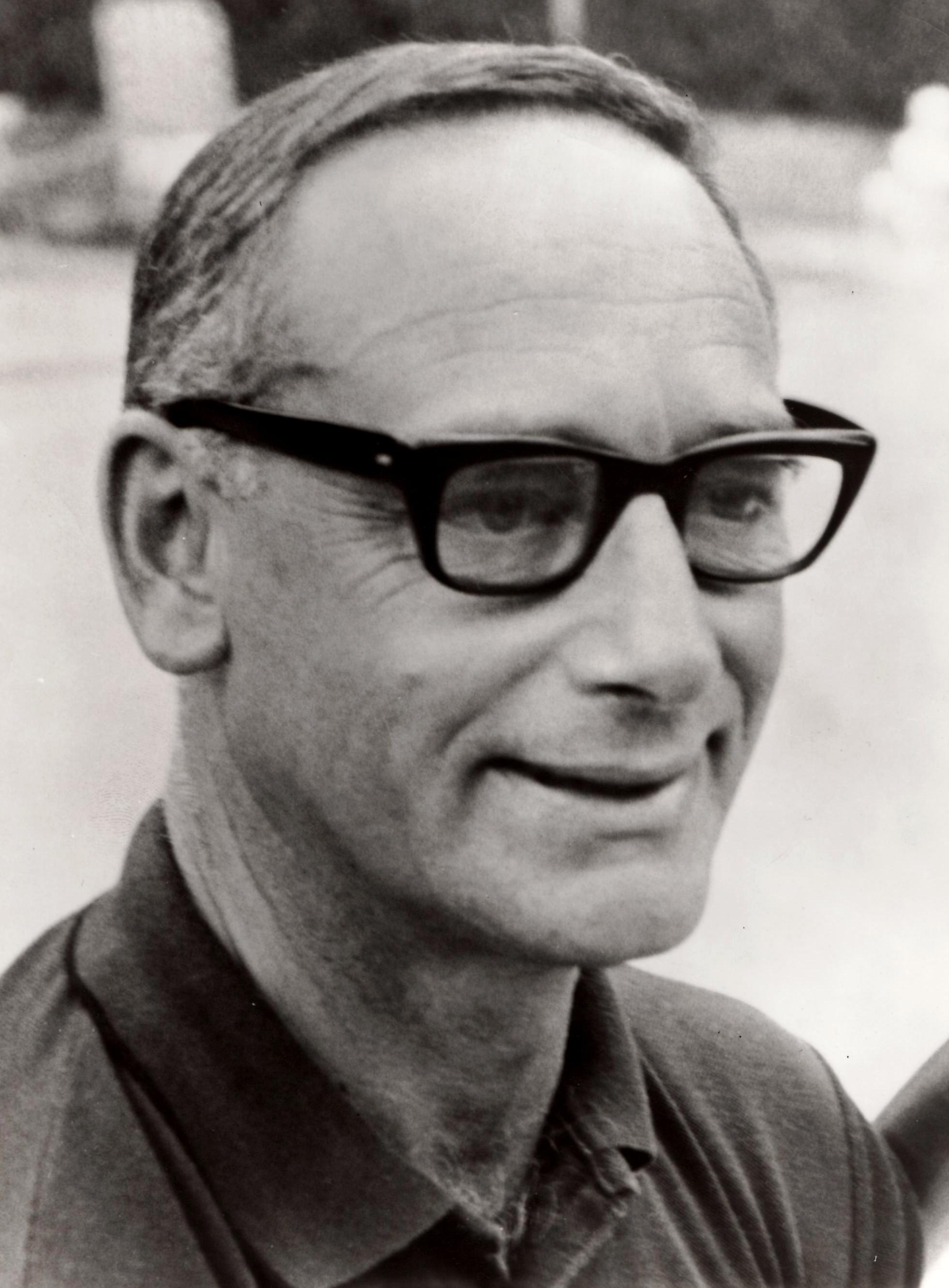
Arthur Weiss

Arthur Weiss (* 13. Juni 1912 in New York City, New York; † 26. August 1980 in Los Angeles, Kalifornien) war ein US-amerikanischer Drehbuchautor und Fernsehproduzent. Bekannt wurde er vor allem durch seine Arbeiten für Filmproduktionen im Abenteuer- und Familienfilmgenre wie Flipper, Safari zur Hölle, Unter Wasser rund um die Welt und Namu, der Raubwal.

## Leben und Karriere
Arthur Weiss wurde 1912 in New York City geboren. Weiss verfasste seit den frühen 1950er Jahren Drehbücher für das US-amerikanische Fernsehen und das Kino. Weiss arbeitete mehrfach mit dem Regisseur und Produzenten Ivan Tors zusammen, unter anderem bei dessen Abenteuerfilmproduktionen in den 1960er Jahren, die als Protagonisten Meeressäugetiere wie Delfin oder Killerwal in den Fokus rückten wie in Flipper 1963 und Namu, der Raubwal 1966. Ferner schrieb er für den Film- und Fernsehproduzenten Irwin Allen zahlreiche Skripte für dessen Serien und TV-Filme.
In rund 25 Jahren entstanden so zahlreiche Drehbücher für Episoden namhafter Fernsehserien wie Chevron Theatre (1952), Science Fiction Theatre (1955–1956), Westlich von Santa Fé (1958), Abenteuer unter Wasser (1958–1961), Sprung aus den Wolken (1961–1962), Auf der Flucht (1963–1965), die Fernsehserie Flipper (1965–1966), Daktari (1966), Die Seaview – In geheimer Mission (1967–1968), Mannix (1968–1974), Kobra, übernehmen Sie (1970–1972) oder Notruf California (1973–1974).
Neben seiner Arbeit als Drehbuchautor für das Fernsehen und das Kino produzierte er auch verschiedene Episoden für die TV-Serie Auf der Flucht und zwei Fernsehfilme in den 1970er Jahren in eigener Verantwortung. 1969 schrieb er den Roman O'Kelly's Eclipse, der bei Cassell in London erschien.
Arthur Weiss war verheiratet mit der Schauspielerin Fay Baker von 1940 bis 1965. Später heiratete er Patricia Jones. Weiss starb am 26. August 1980 im Alter von 68 Jahren in Los Angeles im Bundesstaat Kalifornien.

## Filmografie (Auswahl)

### Drehbuchautor
Kino
- 1963: Flipper
- 1964: Safari zur Hölle (Rhino!)
- 1966: Unter Wasser rund um die Welt (Around the World Under the Sea)
- 1966: Namu, der Raubwal (Namu, the Killer Whale)

Fernsehen
- 1952: Chevron Theatre (Fernsehserie, 1 Episode)
- 1955: Four Star Playhouse (Fernsehserie, 2 Episoden)
- 1955–1956: Science Fiction Theatre (Fernsehserie, 6 Episoden)
- 1956: Dr. Christian (Fernsehserie, 1 Episode)
- 1956: The Man Called X (Fernsehserie, 3 Episoden)
- 1956–1957: Highway Patrol (Fernsehserie, 8 Episoden)
- 1957 Alarm im Hafen (Fernsehserie, 2 Episoden)
- 1958: The Restless Gun (Fernsehserie, 1 Episode)
- 1958: The Court of Last Resort (Fernsehserie, 2 Episoden)
- 1958: Westlich von Santa Fé (Fernsehserie, 1 Episode)
- 1958–1961: Abenteuer unter Wasser (Fernsehserie, 15 Episoden)
- 1959: Gefährliche Experimente (Fernsehserie, 2 Episoden)
- 1959–1960: Men Into Space (Fernsehserie, 2 Episoden)
- 1960–1961: The Case of the Dangerous Robin (Fernsehserie, 2 Episoden)
- 1961: Everglades (Fernsehserie, 1 Episode)
- 1961–1962: Sprung aus den Wolken (Fernsehserie, 2 Episoden)
- 1962: Dr. Kildare (Fernsehserie, 1 Episode)
- 1963–1965: Auf der Flucht (Fernsehserie, 4 Episoden)
- 1965–1966: Flipper (Fernsehserie, 3 Episoden)
- 1966: Daktari (Fernsehserie, 1 Episode)
- 1967–1968: Die Seaview – In geheimer Mission (Fernsehserie, 4 Episoden)
- 1968–1974: Mannix (Fernsehserie, 5 Episoden)
- 1969: Planet der Giganten (Fernsehserie, 4 Episoden)
- 1970–1972: Kobra, übernehmen Sie (Fernsehserie, 8 Episoden)
- 1973: Super Friends (Fernsehserie, 16 Episoden)
- 1973–1974: Notruf California (Fernsehserie, 2 Episoden)
- 1977: Horizont in Flammen (Fire!) (Fernsehfilm)

### Produzent
- 1963–1964: Auf der Flucht (Fernsehserie, 28 Episoden)
- 1977: Horizont in Flammen (Fire!) (Fernsehfilm)
- 1978: Abenteuer in Atlantis  (The Return of Captain Nemo) (Fernsehfilm)

## Bücher
- O'Kelly's eclipse, von Arthur Weiss, London: Cassell, 1969